# Rue de Vic (Nancy)
Pour les articles homonymes, voir Rue de Vic.
La rue de Vic est une voie de la commune de Nancy, dans le département de Meurthe-et-Moselle, en région Lorraine (Grand Est).

## Situation et accès
Située dans le quartier de Saint-Pierre - René II - Marcel Brot, la voie est au sud est du ban communal de Nancy. Elle relie l'avenue de Strasbourg et le boulevard Lobau.

## Bâtiments remarquables et lieux de mémoire
- no 1 : maison
- no 3 : maison
- no 5 : villa Claire
- no 7 : villa Louise construite par l'architecte Louis Déon en 1908
de type École de Nancy

maisons remarquables, rue de Vic
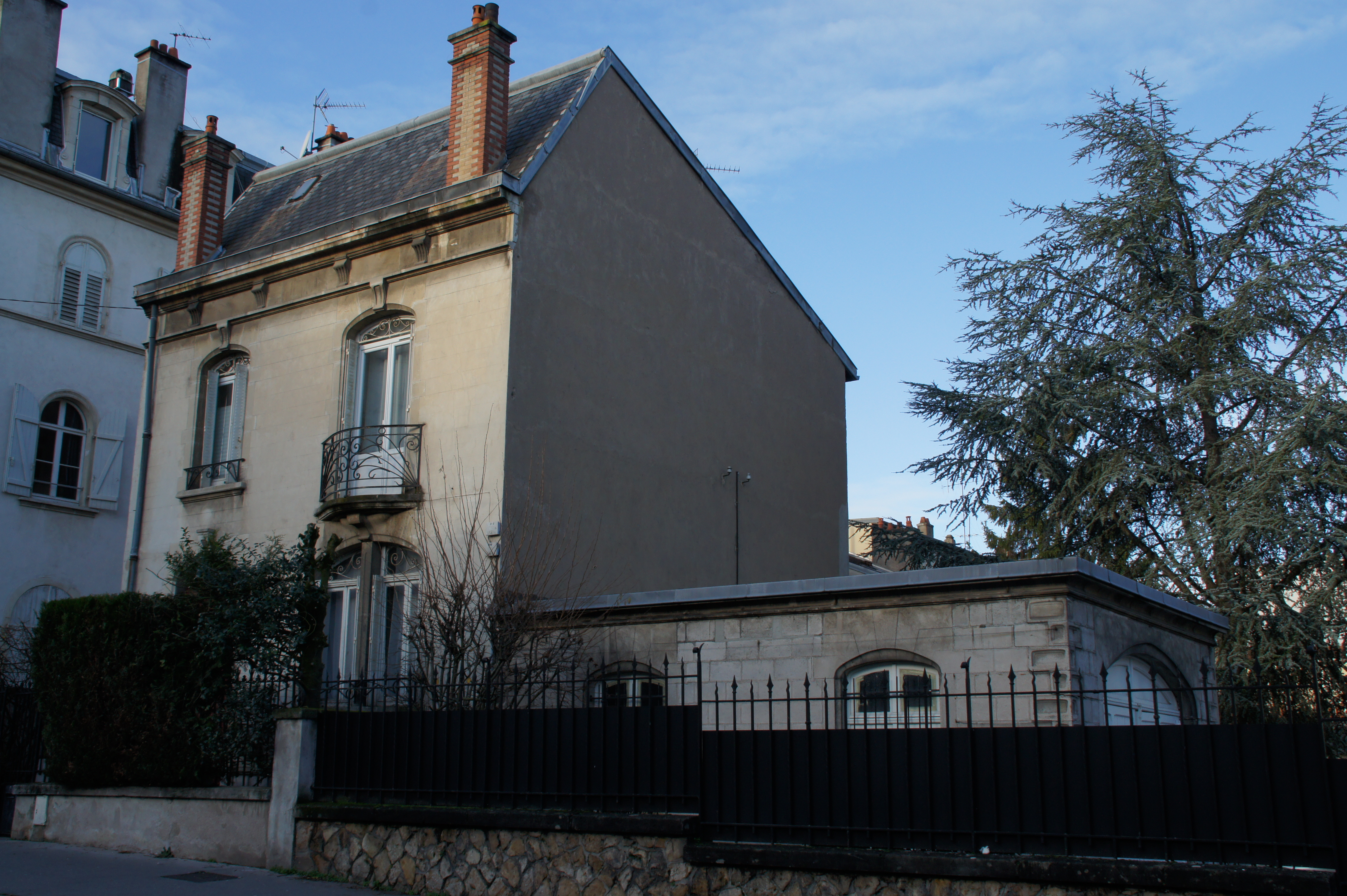
no 1, maison
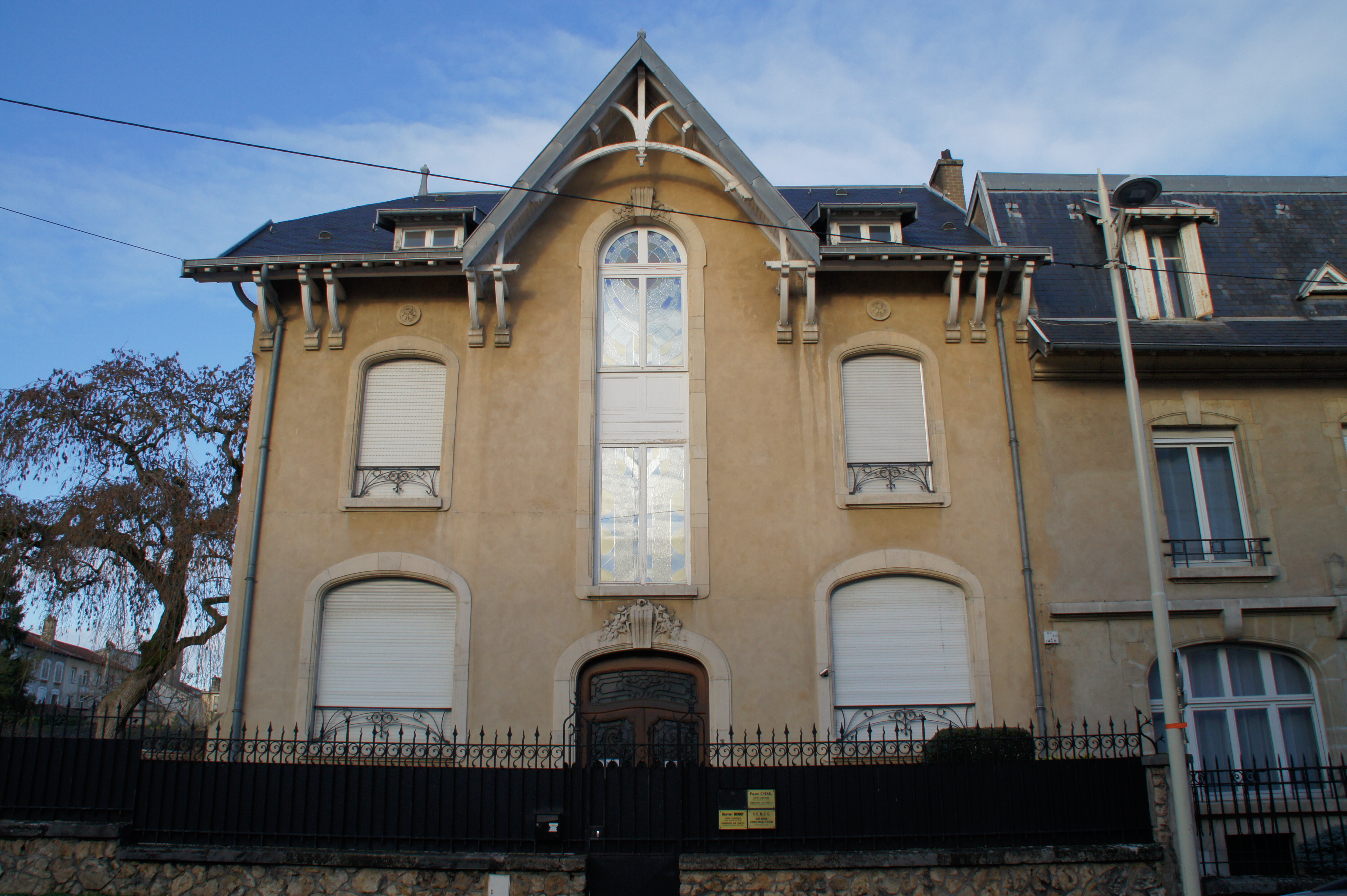
no 3, maison
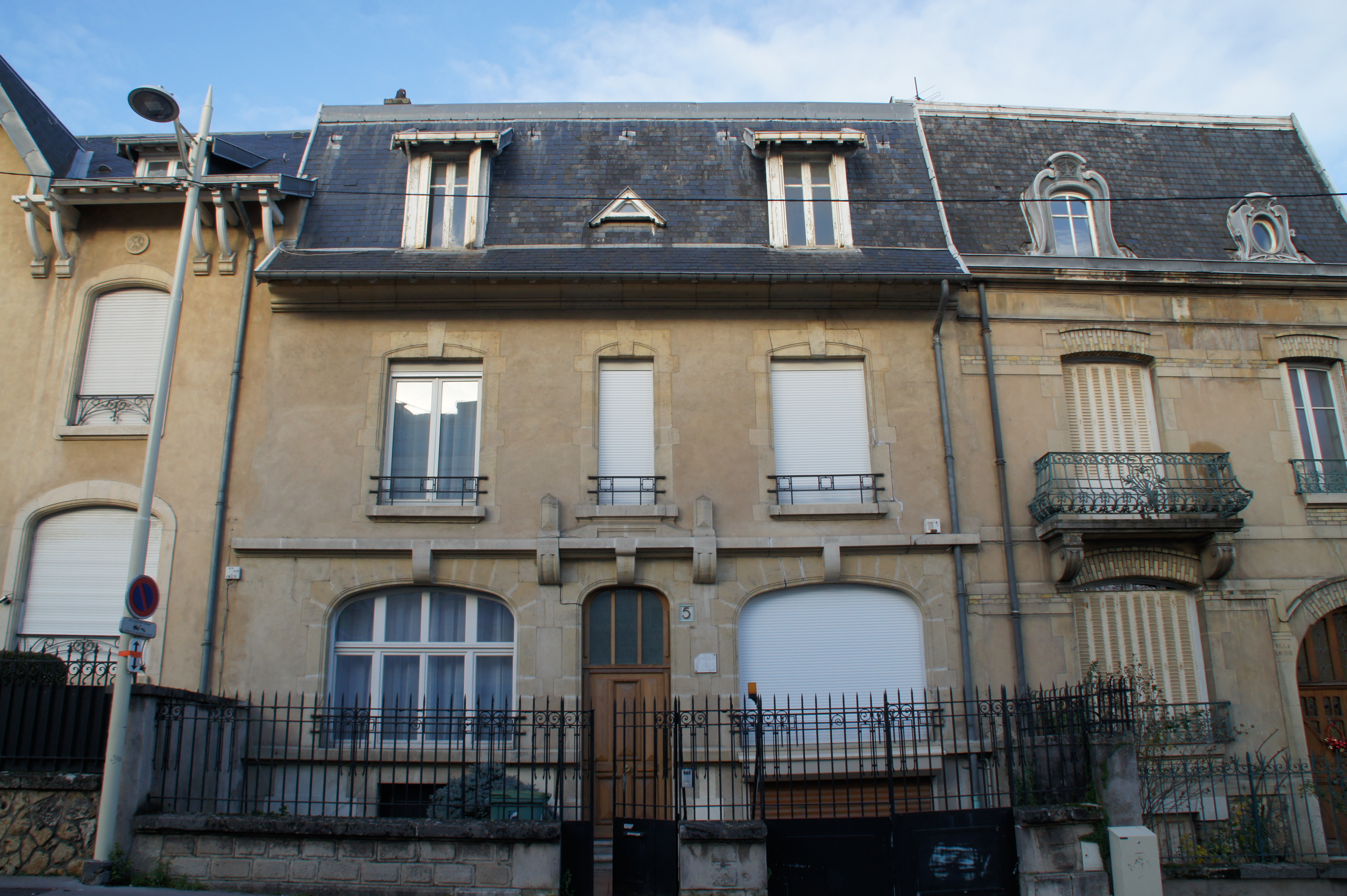
no 5, villa Claire
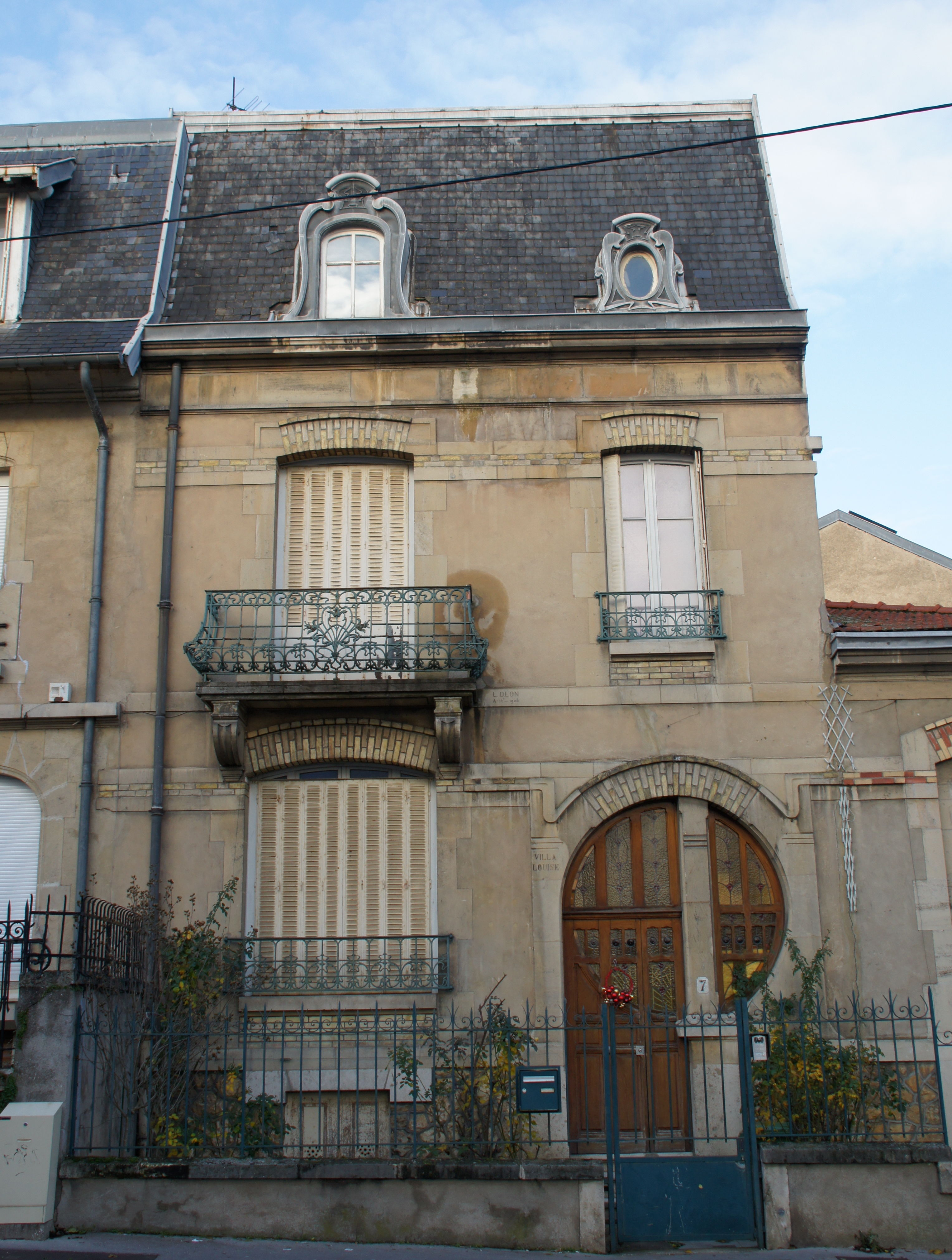
no 7, villa Louise